# Oligoneura yutsiensis
Oligoneura yutsiensis är en tvåvingeart som först beskrevs av Ouchi 1938.  Oligoneura yutsiensis ingår i släktet Oligoneura och familjen kulflugor. Inga underarter finns listade i Catalogue of Life.